# Værker af Franz Liszt
Oversigten over Værker af Franz Liszt katalogiseredes af Humphrey Searle i 1960-erne, og hvert værk blev identificeret med et S-nummer. Nummer 1-350 anses at være originalkompositioner og 351-999 bearbejdninger af egne og andres værker.

## Oversigt efter type

### 13 symfonisk digte
- S.95 – Ce qu'on entend sur la Montagne (1848–49, rev 1850 och 1854)
- S.96 – Tasso, Lamento e trionfo (1849–54)
- S.97 – Les Préludes (1848, rev 1854)
- S.98 – Orpheus (1853–54)
- S.99 – Prometeus (1850, rev 1855)
- S.100 – Mazeppa (1851, rev 1854)
- S.101 – Festklänge (1853)
- S.102 – Héroïde funèbre (1848–50, rev 1854)
- S.103 – Hungaria (1854)
- S.104 – Hamlet (1858)
- S.105 – Hunnenschlacht (1856–57)
- S.106 – Die Ideale (1857)
- S.107 – Von der Weige bis zum Grabe (1881–82)

### Orkesterværker
- S.108 – Eine Faust-Symphonie (1854, rev 1857)
- S.109 – Dantesymfonien (1855–56)
- S.690 – Revolutions-Symphonie (1830, rev 1848), ufuldendt
- S.124 – Klaverkoncert nr 1 i Es-dur (1830–55)
- S.125 – Klaverkoncert nr 2 i A-dur (1839, rev 1848–61)
- S.126 – Totentanz (1849, rev 1853 og 1859)

### Klavermusik
- Années de Pèlerinage
  - S.160 – Première Année: Suisse (1936–54)
  - S.161 – Deuxième Année: Italie; Venezia e Napoli, S.162 (1838–49)
  - S.163 – Troisième Année (1867–77)
- S.139 – Études d'Exécution Transcendante (1851)
- S.144 - Trois Études de concert [Il lamento, La leggierezza & Un sospiro] (1848?)  Un sospiro med Martha Goldstein  ?
- S.178 – Klaversonate i h-moll (1852–53)
- S.244:1–19 – Ungarske rapsodier 1–19  Ungersk rapsodi no 2 med Martha Goldstein  ?
- S.525 – Totentanz (1860–65)
- S.541 – Liebesträume. Drei Notturnos (ca 1850), arrangeret for klaver med/uden sang  Liebesträume no 3 med Martha Goldstein  ?
- S.599 – Zwei Episoden aus Lenaus Faust (1861–62), firhændigt
- S.608 – Rákóczy-Marsch (1870), firhændigt
- S.652 – Totentanz (1859–65), for to klaverer
- S.161 - La campanella for to hænder

### Orgelmusik
- S.259 – Fantasie und Fuge über den Choral „Ad nos, ad salutarem undam“ (1850)
- S.260 – Präludium und Fuge über das Thema B-A-C-H (1855, rev. 1870)
- S.262 – Ora pro nobis. Litanei (1864)
- S.263 – Resignazione (1877)
- S.264 – Missa pro organo lectarum celebrationi missarum adjumento inserviens (1879)
- S.265 – Gebet (1879)
- S.266 – Requiem für die Orgel (1883)
- S.267 – Am Grabe Richard Wagners (1883)
- S.543 – Ungarns Gott. A magyarok Istene (Petófi) (1881)
- S.658 – Évocation à la Chapelle Sixtine (1862) (över Allegri: Miserere og Mozart: Ave verum corpus)
- S.664 – Tu es Petrus (1867)
- S.665 – San Francesco. Preludio per il Cantico de Sol di San Francesco (1880)
- S.666 – Excelsior! Preludio zu den Glocken des Strassburger Münsters (efter 1874)
- S.667 – Offertorium ur Ungerska kroningsmessen (efter 1867)
- S.668 – Slavimo Slavno Slaveni! (1863)
- S.669 – Zwei Kirchenhymnen (efter 1868)
- S.672a – Orpheus (Poème symphonique no 4) (efter 1860)
- S.672b – Einleitung, Fuge & Magnificat aus der Symphonie zu Dante (1860)
- S.673 – Weinen, Klagen Variationen für Orgel (1863) (over "Weinen, Klagen, Sorgen, Zagen" BWV12 ved J. S. Bach, tidligere bearbejdet med S.179, Prélude (1854) og S.180, Variations (1862))
- S.677 – Hosannah (ur Cantico de Sol di San Francesco) for orgel og trombone (1862)

Mange værker blev oprindeligt skrevet til et instrument men arrangeredes for alternative instrumenter fx med orgel, såsom 
- S.172, Consolations (Six penseés poétiques) (1849–50)

### Sange og korværker
- S.2 - Die Legende von der heiligen Elisabeth (1857-62)
- S.3 - Christus (1855-67)
- S.4 - Cantico del sol di Francesco d'Assisi (1862, rev 1880-81)
- S.9 – Missa solennis zur Einweihung der Basilika in Gran (1855, rev 1857-58)
- S.53 - Via crucis (1878-79)
- S.57 – In domum Domini ibimus (1884)
- S.269 – Angiolin dal biondo crin til tekst af Marchese Cesare Bocella (1839, rev 1849?)
- S.270 – Tre Sonetti di Petrarca til tekst af Francesco Petrarca (1843–46, rev 1864–82)
  - Nr 1 – Pace non trovo
  - Nr 2 – Benedetto sia 'l giorno
  - Nr 3 – I vidi in terra angelici costumi
- S.271 – Il m'aimait tant (1840–42)
- S.272 – Im Rhein, im schönen Strome til tekst af Heinrich Heine (1840, rev 1855)
- S.273 – Die Loreley til tekst af Heinrich Heine (1841, rev 1854–56)
- S.274 – Die Zelle im Nonnenwerth (1841, rev 1858–60)
- S.275 – Mignons Lied til tekst af Johann Wolfgang von Goethe (1842, rev 1854 och 1860)
- S.276 – Comment, disaient-ils til tekst af Victor Hugo (1842, rev 1849–59)
- S.277 – Bist du til tekst af E Metschersky (1844, rev 1878)
- S.278 – Es war ein König in Thule til tekst af Johann Wolfgang von Goethe (1842, rev 1856)
- S.279 – Der du von dem Himmel bist til tekst af Johann Wolfgang von Goethe (1842, rev 1849, 1860 och 1870)
- S.280 – Freudvoll und leidvoll til tekst af Johann Wolfgang von Goethe (1844, rev 1849)
- S.281 – Die Vätergruft til tekst af Johann Ludwig Uhland (1844)
- S.282 – Oh! quand je dors til tekst af Victor Hugo (1842, rev 1849)
- S.283 – Enfant, si j'étais roi til tekst af Victor Hugo (1844, rev 1849)
- S.284 – S'il est un charmant gazon til tekst af Victor Hugo (1844, rev 1849–59)
- S.285 – La tombe et la rose til tekst af Victor Hugo (1844)
- S.286 – Gastibelza (Bolero) til tekst af Victor Hugo (1844)
- S.287 – Du bist wie eine Blume til tekst af Heinrich Heine (1843, rev 1849)
- S.288 – Was Liebe sei til tekst af C von Hagn (1842, rev 1854–55 och 1878–79)
- S.289 – Vergiftet sind meine Lieder til tekst af Heinrich Heine (1843, rev 1859)
- S.290 – Morgens steh ich auf und frage til tekst af Heinrich Heine (1843, rev 1849–59)
- S.291 – Die tote Nachtigall til tekst af Kaufmann (1843, rev 1870–79)
- S.292 – Sange fra Wilhelm Tell til tekst af Friedrich Schiller (1845, rev 1855?)
  - Nr 1 – Der Fischerknabe (Es lächelt der See)
  - Nr 2 – Der Hirt (Ihr Matten lebt wohl)
  - Nr 3 – Der Alpenjäger (Es donnern die Höh'n)
- S.293 – Jeanne d'Arc au bûcher til tekst af Dumas (1845, rev 1874–75)
- S.294 – Es rauschen die Winde til tekst af Ludwig Rellstab (1845, rev 1849?)
- S.295 – Wo weilt er? til tekst af Ludwig Rellstab (1844)
- S.296 – Ich möchte hingehn til tekst af Georg Herwegh (1844–56?)
- S.297 – Wer nie sein Brot mit Tränen aß til tekst af Johann Wolfgang von Goethe (1845, rev 1849)
- S.298 – O lieb, so lang du lieben kannst til tekst af Ferdinand Freiligrath (1843, rev 1843)
- S.298a – Über die Aeolsharfe (1846)
- S.299 – Isten veled til tekst af Ádam Pálóczi Horváth (1847, rev 1979)
- S.300 – Le Juif errant til tekst af Pierre Jean de Béranger (1847)
- S.301 – Kling leise, mein Lied til tekst af Johannes Nordmann (1848, rev 1849–60)
- S.301a – Oh pourquoi donc til tekst af Mme Pavloff (1844?)
- S.301b – En ces lieux tout me parle d'elle (Élégie) til tekst af E Monnier (1844, rev 1845)
- S.302 – Die Macht der Musik til tekst af Hertuginden af Orléans (1848)
- S:303 – Weimars Toten til tekst af Schober (1848)
- S:304 – Le vieux vagabond til tekst af Pierre Jean de Béranger (1848)
- S.305 – Schwebe, schwebe, blaues Auge til tekst af Franz Ferdinand von Dingelstedt (1845, rev 1849–60)
- S.306 – Über allen Gipfeln ist Ruh til tekst af Johann Wolfgang von Goethe (1848, rev 1859)
- S.306a – Quand tu chantes bercée til tekst af Victor Hugo (1842)
- S.306b – Göttliche Gedanken, selige Gefühle (1848)
- S.307 – Hohe Liebe til tekst af Johann Ludwig Uhland (1850)
- S.308 – Gestorben war ich til tekst af Johann Ludwig Uhland (1845–46)
- S.309 – Ein Fichtenbaum steht einsam til tekst af Heinrich Heine (1845, rev 1860)
- S.310 – Nimm einen Strahl der Sonne (1843–49)
- S.311 – Anfangs wollt' ich fast verzagen til tekst af Heinrich Heine (1849, rev 1860?)
- S.312 – Wie singt die Lerche schön til tekst af August Heinrich Hoffmann von Fallersleben (1855)
- S.313 – Weimars Volkslied til tekst af Peter Cornelius (1857)
- S.314 – Es muss ein Wunderbares sein til tekst af Oskar von Redwitz (1852)
- S.315 – Ich liebe dich til tekst af Friedrich Rückert (1857)
- S.316 – Muttergottes-Sträusslein zum Mai-Monate til tekst af Müller (1857)
  - Nr 1 – Das Veilchen
  - Nr 2 – Das Schlüsselblumen
- S.317 – Lasst mich ruhen til tekst af August Heinrich Hoffmann von Fallersleben (1858)
- S.318 – In Liebeslust til tekst af August Heinrich Hoffmann von Fallersleben (1858)
- S:319 – Ich scheide til tekst af August Heinrich Hoffmann von Fallersleben (1860)
- S.320 – Die drei Zigeuner til tekst af Nikolaus Lenau (1860)
- S.321 – Die stille Wasserrose til tekst af Emanuel von Geibel (1860)
- S.322 – Wieder möcht ich dir begegnen til tekst af Peter Cornelius (1860)
- S.323 – Jugendglück til tekst af Pohl (1860)
- S.324 – Blume und Duft til tekst af Friedrich Hebbel (1854)
- S.325 – Die Fischerstochter til tekst af C Coronini (1871)
- S.326 – La perla til tekst af Therese von Hohenlohe (1872)
- S.327 – J'ai perdu ma force et ma vie til tekst af Louis Charles Alfred de Musset (1872)
- S.328 – Ihr Glocken von Marling til tekst af Emil Kuh (1874)
- S.329 – Und sprich til tekst af Biegeleben (1875–79)
- S.330 – Sei still til tekst af Henriette von Schorn (1877–79?)
- S.331 – Gebet til tekst af Friedrich Bodenstedt (1878)
- S.332 – Einst til tekst af Friedrich Bodenstedt (1878)
- S.333 – An Edlitam til tekst af Friedrich Bodenstedt (1878)
- S.334 – Der Glückliche til tekst af Friedrich Bodenstedt (1878)
- S.335 – Go Not, Happy Day til tekst af Alfred Tennyson (1879)
- S.336 – Verlassen til tekst af G Michell (1880)
- S.337 – Des Tages laute Stimmen schweigen til tekst af Ferdinand von Saar (1880)
- S.338 – Und wir dachten der Toten (1871?)
- S.339 – A magyarok Istene - Ungarns Gott (mandskor ad lib, til tekst af Petőfi) (1881)
- S.340 – Magyar király-dal til tekst af Sándor Petőfi (1883)
- S.340a – Ne brani menja, moj drug til tekst af Tolstoj (1866)